# Lista orașelor din Mexic
Lista cuprinde 20 de orașe cu zonele lor metropolitane și 108 orașe cu peste 100,000 de locuitori. datele sunt conforme recensământului efectuat de INEGI în 2005.

## Lista zonelor metropolitane după numărul de locuitori
Cele mai mari zone metropolitane din Mexic la recensământul din 2005 au fost:
| Nr. | Zonă metropolitană | Stat federal    | Populație (2005) |
| --- | ------------------ | --------------- | ---------------- |
| 1   | Mexico City        | DF              | 19.231.829       |
| 2   | Guadalajara        | Jalisco         | 4.095.853        |
| 3   | Monterrey          | Nuevo León      | 3.664.331        |
| 4   | Puebla de Zaragoza | Puebla          | 2.109.049        |
| 5   | Toluca de Lerdo    | México          | 1.610.786        |
| 6   | Tijuana            | Baja California | 1.483.992        |
| 7   | León               | Guanajuato      | 1.425.210        |
| 8   | Ciudad Juárez      | Chihuahua       | 1.313.338        |
| 9   | Torreón            | Coahuila        | 1.110.890        |
| 10  | San Luis Potosi    | San Luis Potosí | 957.753          |
| 11  | Querétaro          | Querétaro       | 918.100          |
| 12  | Mérida             | Yucatán         | 897.740          |
| 13  | Mexicali           | Baja California | 855.962          |
| 14  | Aguascalientes     | Aguascalientes  | 805.666          |
| 15  | Tampico            | Tamaulipas      | 803.196          |
| 16  | Culiacán           | Sinaloa         | 793.730          |
| 17  | Cuernavaca         | Morelos         | 787.556          |
| 18  | Acapulco           | Guerrero        | 786.583          |
| 19  | Chihuahua          | Chihuahua       | 784.882          |
| 20  | Morelia            | Michoacán       | 735.624          |

## Lista orașelor cu o populație de peste 100.000 locuitori
Cele mai mari orașe din Mexic, în 2005,  erau:
| Nr. | Oraș                        | Stat federal        | Populație (2005) |
| --- | --------------------------- | ------------------- | ---------------- |
| 1   | Mexico City                 | DF                  | 8.720.916        |
| 2   | Ecatepec de Morelos         | México              | 1.687.549        |
| 3   | Guadalajara                 | Jalisco             | 1.600.894        |
| 4   | Puebla                      | Puebla              | 1.485.941        |
| 5   | Tijuana                     | Baja California     | 1.410.687        |
| 6   | Ciudad Juárez               | Chihuahua           | 1.301.452        |
| 7   | Monterrey                   | Nuevo Leon          | 1.139.814        |
| 8   | León                        | Guanajuato          | 1.137.465        |
| 9   | Nezahualcóyotl              | México              | 1.136.300        |
| 10  | Zapopan                     | Jalisco             | 1.026.492        |
| 11  | Naucalpan                   | México              | 792.226          |
| 12  | Chihuahua                   | Chihuahua           | 748.518          |
| 13  | Mérida                      | Yucatán             | 734.153          |
| 14  | Guadalupe                   | Nuevo León          | 691.434          |
| 15  | San Luis Potosí             | San Luis Potosí     | 685.934          |
| 16  | Tlalnepantla de Baz         | México              | 674.417          |
| 17  | Aguascalientes              | Aguascalientes      | 663.671          |
| 18  | Mexicali                    | Baja California     | 653.046          |
| 19  | Hermosillo                  | Sonora              | 641.791          |
| 20  | Saltillo                    | Coahuila            | 633.667          |
| 21  | Acapulco                    | Guerrero            | 616.394          |
| 22  | Morelia                     | Michoacán           | 608.049          |
| 23  | Culiacán                    | Sinaloa             | 605.304          |
| 24  | Querétaro                   | Querétaro           | 596.450          |
| 25  | Torreón                     | Coahuila            | 548.723          |
| 26  | Tlaquepaque                 | Jalisco             | 542.051          |
| 27  | Cancún                      | Quintana Roo        | 526.701          |
| 28  | Chimalhuacan                | México              | 524.223          |
| 29  | Reynosa                     | Tamaulipas          | 507.998          |
| 30  | Tuxtla Gutiérrez            | Chiapas             | 490,455          |
| 31  | Cuautitlán Izcalli          | México              | 477.872          |
| 32  | San Nicolás de los Garza    | Nuevo León          | 476,761          |
| 33  | Ciudad López Mateos         | México              | 471.904          |
| 34  | Toluca                      | México              | 467.712          |
| 35  | Durango                     | Durango             | 463.830          |
| 36  | Veracruz                    | Veracruz            | 444.438          |
| 37  | Matamoros                   | Tamaulipas          | 422.711          |
| 38  | Ciudad Apodaca              | Nuevo León          | 393.195          |
| 39  | Xalapa                      | Veracruz            | 387.879          |
| 40  | Tonalá                      | Jalisco             | 374.258          |
| 41  | Mazatlán                    | Sinaloa             | 352.471          |
| 42  | Nuevo Laredo                | Tamaulipas          | 348.387          |
| 43  | Irapuato                    | Guanajuato          | 342.561          |
| 44  | Villahermosa                | Tabasco             | 335.778          |
| 45  | Cuernavaca                  | Morelos             | 332.197          |
| 46  | Xico                        | México              | 331.321          |
| 47  | Celaya                      | Guanajuato          | 310.413          |
| 48  | Tampico                     | Tamaulipas          | 303.635          |
| 49  | Tepic                       | Nayarit             | 295.204          |
| 50  | General Escobedo            | Nuevo León          | 295.131          |
| 51  | Ixtapaluca                  | México              | 290.076          |
| 52  | Coacalco                    | México              | 285.822          |
| 53  | Ciudad Victoria             | Tamaulipas          | 278.455          |
| 54  | Ciudad Obregón              | Sonora              | 270.992          |
| 55  | Pachuca                     | Hidalgo             | 267.751          |
| 56  | Ensenada                    | Baja California     | 260.075          |
| 57  | Ciudad Santa Catarina       | Nuevo León          | 259.202          |
| 58  | Oaxaca                      | Oaxaca              | 258.008          |
| 59  | Villa Nicolás Romero        | México              | 242.798          |
| 60  | Gómez Palacio               | Durango             | 239.842          |
| 61  | Uruapan                     | Michoacán           | 238.975          |
| 62  | Tehuacán                    | Puebla              | 238.229          |
| 63  | Coatzacoalcos               | Veracruz            | 234.174          |
| 64  | Los Reyes la Paz            | México              | 232.211          |
| 65  | Los Mochis                  | Sinaloa             | 231.977          |
| 66  | Soledad de Graciano Sánchez | San Luis Potosí     | 215.968          |
| 67  | Campeche                    | Campeche            | 211.671          |
| 68  | Monclova                    | Coahuila            | 198.819          |
| 69  | Buenavista                  | México              | 198.404          |
| 70  | Cholula de Rivadabia        | Puebla              | 194.027          |
| 71  | Tapachula                   | Chiapas             | 189.991          |
| 72  | Nogales                     | Sonora              | 189.759          |
| 73  | La Paz                      | Baja California Sur | 189.176          |
| 74  | Puerto Vallarta             | Jalisco             | 177.830          |
| 75  | Poza Rica                   | Veracruz            | 174.512          |
| 76  | Chicoloapan                 | México              | 168.591          |
| 77  | Chilpancingo                | Guerrero            | 166.796          |
| 78  | Metepec                     | México              | 164.182          |
| 79  | Ojo de Agua                 | México              | 161.820          |
| 80  | Ciudad del Carmen           | Campeche            | 154.197          |
| 81  | San Pablo de las Salinas    | México              | 160.432          |
| 82  | Jiutepec                    | Morelos             | 153.704          |
| 83  | Cuautla                     | Morelos             | 145.482          |
| 84  | Chalco                      | México              | 144.311          |
| 85  | Salamanca                   | Guanajuato          | 143.838          |
| 86  | San Cristóbal de las Casas  | Chiapas             | 142.364          |
| 87  | Piedras Negras              | Coahuila            | 142.011          |
| 88  | San Luis Río Colorado       | Sonora              | 138.796          |
| 89  | Chetumal                    | Quintana Roo        | 136.825          |
| 90  | Córdoba                     | Veracruz            | 136,237          |
| 91  | Boca del Río                | Veracruz            | 129.416          |
| 92  | Zamora de Hidalgo           | Michoacán           | 127.606          |
| 93  | Acuña                       | Coahuila            | 126.238          |
| 94  | Colima                      | Colima              | 123.597          |
| 95  | Zacatecas                   | Zacatecas           | 122.889          |
| 96  | San Pedro Garza García      | Nuevo León          | 121.977          |
| 97  | San Juan del Río            | Querétaro           | 120.984          |
| 98  | Orizaba                     | Veracruz            | 117.273          |
| 99  | Ciudad Valles               | San Luis Potosí     | 116.261          |
| 100 | Fresnillo                   | Zacatecas           | 110.892          |
| 101 | Manzanillo                  | Colima              | 110.728          |
| 102 | Iguala                      | Guerrero            | 110.390          |
| 103 | Minatitlán                  | Veracruz            | 109.791          |
| 104 | Delicias                    | Chihuahua           | 108.187          |
| 105 | Navojoa                     | Sonora              | 103.312          |
| 106 | Guaymas                     | Sonora              | 101.507          |
| 107 | Hidalgo del Parral          | Chihuahua           | 101.147          |
| 108 | Playa del Carmen            | Quintana Roo        | 100.383          |